# جائزة جنوب إفريقيا الكبرى 1973
جائزة جنوب أفريقيا الكبرى 1973 هو سباق فورمولا 1 أقيم بتاريخ 3 مارس 1973 في خاوتينغ، جنوب أفريقيا. كان الثالث من أصل 15 في بطولة العالم لسباقات الفورمولا واحد موسم 1973. حلّ البريطاني جاكي ستيورات أولا بينما جاء الأمريكي بيتر ريفسون في المركز الثاني وحصل على المركز الثالث البرازيلي إيمرسون فيتيبالدي.